# Australammoecius coloratus
Australammoecius coloratus är en skalbaggsart som beskrevs av Blackburn 1904. Australammoecius coloratus ingår i släktet Australammoecius och familjen Aphodiidae. Inga underarter finns listade.